# Brevitrygon
Brevitrygon – rodzaj ryb chrzęstnoszkieletowych z podrodziny Urogymninae w obrębie rodziny ogończowatych (Dasyatidae).

## Rozmieszczenie geograficzne
Do rodzaju należą gatunki występujące w wodach wschodniego, północno-wschodniego i północnego Oceanu Indyjskiego.

## Morfologia
Długość ciała do 45 cm; masa ciała (największa opublikowana) 501 g.

## Systematyka
Rodzaj zdefiniował w 2016 roku międzynarodowy zespół ichtiologów (Australijczyk Peter R. Last, Brytyjczyk Gavin J.P. Naylor i Filipinka Bernadette Mabel Manjaji-Matsumoto) w artykule poświęconym rewizji taksonomicznej rodziny ogończowatych na podstawie danych morfologicznych i molekularnych opublikowanym w czasopiśmie Zootaxa. Gatunkiem typowym jest (oryginalne oznaczenie) B. javaensis.

### Etymologia
Brevitrygon: łac. brevis ‘krótki’; gr. τρυγων trugōn, τρυγονσς trugonos ‘płaszczka’.

### Podział systematyczny
Do rodzaju należą następujące gatunki:
- Brevitrygon heterura (Bleeker, 1852)
- Brevitrygon imbricata (Bloch & Schneider, 1801)
- Brevitrygon javaensis (Last & White, 2013)
- Brevitrygon manjajiae Last, Weigmann & Naylor, 2023
- Brevitrygon walga (Müller & Henle, 1841)